# بين ويبر (ملحن)
بين ويبر (بالإنجليزية: Ben Weber)‏ هو ملحن أمريكي، ولد في 23 يوليو 1916 في سانت لويس في الولايات المتحدة، وتوفي في 16 يونيو 1979 في نيويورك في الولايات المتحدة.

## وصلات خارجية
- بين ويبر على موقع ميوزك برينز (الإنجليزية)
- بين ويبر على موقع أول ميوزيك (الإنجليزية)
- بين ويبر على موقع ديسكوغز (الإنجليزية)